# Gyöngyös-patak (Gyöngyös)
A Gyöngyös-patak a Mátra aljában ered, Gyöngyös város nyugati határában, a Gyöngyös-Rédei-víztárolóból, amely a Tarján-patak és a Toka-patak összefolyásának vizét duzzasztja fel Heves vármegyében, mintegy 320 méteres tengerszint feletti magasságban. A patak forrásától kezdve déli, majd keleti-délkeleti irányban halad, majd Tarnaörs településnél éri el a Tarna-patakot.

## Vízrajza
A Belső-Mérges-patak Gyöngyöstől nyugatra folyik belé. A Rédei-Nagy-patak Vámosgyörktől keletre táplálja vizét. A Szarv-Ágy Visznektől délre, míg a Külső-Mérges-patak a falutól északra gyarapítja, majd Tarnaörstől északra a Tarnába ömlik.

## Állatvilága
A patak halfaunáját a következő halak alkotják: bodorka (Rutilus rutilus), csuka (Esox lucius), dévérkeszeg (Abramis brama), domolykó (Leuciscus cephalus), fenékjáró küllő (Gobio gobio), sügér (Perca fluviatilis), halványfoltú küllő (Gobio albipinnatus), jászkeszeg (Leuciscus idus), karikakeszeg (Abramis bjoerkna), kövi csík (Barbatula barbatula), kurta baing (Leucaspius delineatus), küsz (Alburnus alburnus),  lapos keszeg (Abramis ballerus), nyúldomolykó (Leuciscus leuciscus), razbóra* (Pseudorasbora parva),  sebes pisztráng* (Salmo trutta m fario), sujtásos küsz* (Alburnoides bipunctatus), fogassüllő (Sander lucioperca), szivárványos pisztráng* (Onkorhynchus mykiss), tarka géb (Proterorhinus marmoratus). A megcsillagozott halfajok a huszadik század során korábban végzett kutatások során kerültek elő, míg a patak legutóbbi felmérése során már nem sikerült jelenlétüket kimutatni.

## Part menti települések
A patak partján fekvő településeken összesen több, mint 44 000 fő él.
- Gyöngyös
- Gyöngyöshalász
- Vámosgyörk
- Jászárokszállás
- Visznek
- Tarnaörs